# أدولف ميته
أدولف ميته (بالألمانية: Adolf Miethe) (و. 1862 – 1927 م) هو مصور، وكيميائي، وتربوي، وأستاذ جامعي، وفيزيائي ألماني، ولد في بوتسدام، توفي في برلين، عن عمر يناهز 65 عاماً.

## التعليم
تعلم في جامعة غوتينغن
.